# Maria di Gheldria
Maria di Gheldria (Grave, 1434 – Roxburghshire, 1º dicembre 1463) è stata regina consorte di Giacomo II di Scozia.

## Biografia
Era la figlia di Arnold, duca di Gheldria, e di sua moglie, Caterina di Kleve, figlia maggiore di Adolfo I di Kleve, duca di Cleves. Era una pronipote di Filippo il Buono, duca di Borgogna.

### Corte borgognona
Inizialmente Filippo e sua moglie Isabella del Portogallo pianificarono di far sposare Maria a Carlo, conte del Maine, ma suo padre non poteva pagare la dote. Maria rimase alla corte borgognona, dove Isabella pagava spesso per le sue spese. Maria frequentò la nuora di Isabella, Caterina di Francia. Il duca e la duchessa hanno quindi avviato i negoziati per un matrimonio scozzese. Filippo promise di pagare la sua dote, mentre Isabella pagò per il suo corredo. William Crichton venne alla corte borgognona per scortarla in Scozia.

## Matrimonio
Maria sbarcò in Scozia nel giugno del 1449 e entrambi i nobili e la gente comune vennero a vederla mentre si dirigeva verso Holyrood Abbey a Edimburgo. Maria sposò Giacomo II di Scozia, a Holyrood Abbey il 3 luglio 1449, e fu incoronata regina consorte dall'abate Patrick.
Fu dato un sontuoso banchetto, mentre il re scozzese le diede diversi regali. Si era convenuto che i figli che sarebbero nati non avrebbero avuto diritto sul ducato di Gheldria.
Ebbero sette figli:
- Un figlio (nato e morto il 19 maggio 1450);
- Giacomo III di Scozia (1451-1488);
- Maria (1453-1488), sposò in prime nozze Thomas Boyd, conte di Arran e in seconde James Hamilton, I lord Hamilton;
- Alessandro, duca d'Albany (1454-1485);
- Margherita (1455-?) sposò William Crichton, III lord Crichton di Auchingoul;
- Davide, conte di Moray (1456-1457);
- Giovanni, conte di Mar e Garioch (1456-1479).

Alla regina Maria furono concessi diversi castelli e le entrate da molte terre, il che la rese indipendente. Nel maggio del 1454, fu presente all'assedio del Castello di Blackness, e quando vinse, glielo diede in dono. Ha fatto diverse donazioni in beneficenza, come la fondazione di un ospedale appena fuori Edimburgo per gli indigenti, e ai frati francescani in Scozia.

### Reggenza
Dopo la morte del marito, avvenuta il 3 agosto 1460, Maria resse il trono di Scozia fino alla sua morte, in quanto suo figlio Giacomo III quando succedette al padre era ancora troppo piccolo per poter governare.
Maria fu attratta dalle Guerra delle due rose che in quel momento devastava l'Inghilterra. Ella nominò il vescovo James Kennedy come suo principale consigliere; la loro unione fu descritta come ben funzionante nonostante il fatto che il vescovo favorisse un'alleanza con i Lancaster.
Mentre Maria stava ancora piangendo la morte del marito, la regina Margherita d'Angiò fuggì a nord attraverso il confine in cerca di rifugio dagli Yorkisti.
I rapporti tra Maria con Margherita servivano principalmente a fornire aiuto alla regina deposta. Maria diede un numero di truppe scozzesi per aiutare Margherita e la causa Lancaster. Organizzarono anche un fidanzamento tra il figlio di Margherita, Edoardo, e la figlia di Maria, Margherita nel 1461. In cambio del suo sostegno, Maria chiese la città di Berwick sul confine anglo-scozzese, a cui Margherita era disposta a rinunciare.
Le relazioni tra le due donne si deteriorarono, tuttavia, con l'alleanza sempre più amichevole tra Edoardo IV d'Inghilterra e il duca Filippo di Borgogna.
Edoardo IV cercò di fermare il sostegno di Maria a Margherita, proponendo il matrimonio con la regina vedova, che Maria respinse. Nel 1462, pagò i reali di Lancaster per lasciare la Scozia e fece pace con Edoardo IV. Ha anche accennato alla possibilità di un matrimonio tra lei e il nuovo re inglese. Secondo quanto riferito, Maria ebbe diversi fidanzamenti durante il suo periodo da reggente, in particolare uno con il Lord Hailes.
Maria proseguì con il piano di Giacomo II di costruire un castello a Ravenscraig, progettato per resistere all'uso dell'artiglieria, e vi abitò mentre era in costruzione fino alla sua morte.
Era una devota cristiana e fondò il Trinity College Church nel 1460 in memoria di suo marito. La chiesa situata in un'area oggi conosciuta con il nome di "Edinburgh's Royal Mile", è stata demolita nel 1848 per fare spazio alla stazione di Waverley, sebbene poi venne parzialmente ricostruita nel 1870 con il nome di Trinity Apse. Maria venne seppellita in questa chiesa, ma dopo la demolizione la sua bara venne spostata nella Holyrood Abbey.

## Ascendenza
|                                |                                   |                               | Genitori                                  |  |  | Nonni |  |  | Bisnonni                     |  |  | Trisnonni                     |  |
|                                |                                   |                               |                                           |  |  |       |  |  | Arnoldo I, signore di Egmond |  |  | Giovanni I, signore di Egmond |  |
|                                |                                   |                               |                                           |  |  |       |  |  | Arnoldo I, signore di Egmond |  |  | Giovanni I, signore di Egmond |  |
|                                |                                   | Guida of Ijsselstein          |                                           |  |  |       |  |  | Arnoldo I, signore di Egmond |  |  |                               |  |
| Giovanni II, signore di Egmond |                                   |                               |                                           |  |  |       |  |  | Arnoldo I, signore di Egmond |  |  |                               |  |
|                                |                                   | Jolanda di Leiningen-Dagsburg | Federico VII, conte di Leiningen-Dagsburg |  |  |       |  |  |                              |  |  |                               |  |
|                                |                                   | Jolanda di Leiningen-Dagsburg | Federico VII, conte di Leiningen-Dagsburg |  |  |       |  |  |                              |  |  |                               |  |
|                                |                                   | Jolanda di Leiningen-Dagsburg | Jolanda di Jülich                         |  |  |       |  |  |                              |  |  |                               |  |
| Arnoldo, duca di Gheldria      |                                   | Jolanda di Leiningen-Dagsburg |                                           |  |  |       |  |  |                              |  |  |                               |  |
|                                |                                   | Giovanni V, signore di Arkel  | Ottone, signore di Arkel                  |  |  |       |  |  |                              |  |  |                               |  |
|                                |                                   | Giovanni V, signore di Arkel  | Ottone, signore di Arkel                  |  |  |       |  |  |                              |  |  |                               |  |
|                                |                                   | Giovanni V, signore di Arkel  | Elisabetta di Bar                         |  |  |       |  |  |                              |  |  |                               |  |
| Maria di Arkel                 |                                   | Giovanni V, signore di Arkel  |                                           |  |  |       |  |  |                              |  |  |                               |  |
|                                |                                   | Giovanna di Jülich            | Guglielmo II, duca di Jülich              |  |  |       |  |  |                              |  |  |                               |  |
|                                |                                   | Giovanna di Jülich            | Guglielmo II, duca di Jülich              |  |  |       |  |  |                              |  |  |                               |  |
|                                |                                   | Giovanna di Jülich            | Maria, duchessa di Gheldria               |  |  |       |  |  |                              |  |  |                               |  |
| Maria di Gheldria              |                                   | Giovanna di Jülich            |                                           |  |  |       |  |  |                              |  |  |                               |  |
|                                | Adolfo III, conte di Mark e Kleve | Adolfo II, conte di Mark      |                                           |  |  |       |  |  |                              |  |  |                               |  |
|                                | Adolfo III, conte di Mark e Kleve | Adolfo II, conte di Mark      |                                           |  |  |       |  |  |                              |  |  |                               |  |
|                                | Adolfo III, conte di Mark e Kleve | Margherita di Kleve           |                                           |  |  |       |  |  |                              |  |  |                               |  |
| Adolfo I, duca di Kleve        | Adolfo III, conte di Mark e Kleve |                               |                                           |  |  |       |  |  |                              |  |  |                               |  |
|                                |                                   | Margherita di Berg            | Gerardo, conte di Berg                    |  |  |       |  |  |                              |  |  |                               |  |
|                                |                                   | Margherita di Berg            | Gerardo, conte di Berg                    |  |  |       |  |  |                              |  |  |                               |  |
|                                |                                   | Margherita di Berg            | Margherita di Ravensberg                  |  |  |       |  |  |                              |  |  |                               |  |
| Caterina di Kleve              |                                   | Margherita di Berg            |                                           |  |  |       |  |  |                              |  |  |                               |  |
|                                |                                   | Giovanni, duca di Borgogna    | Filippo II, duca di Borgogna              |  |  |       |  |  |                              |  |  |                               |  |
|                                |                                   | Giovanni, duca di Borgogna    | Filippo II, duca di Borgogna              |  |  |       |  |  |                              |  |  |                               |  |
|                                |                                   | Giovanni, duca di Borgogna    | Margherita III, contessa di Fiandra       |  |  |       |  |  |                              |  |  |                               |  |
| Maria di Borgogna              |                                   | Giovanni, duca di Borgogna    |                                           |  |  |       |  |  |                              |  |  |                               |  |
|                                |                                   | Margherita di Baviera         | Alberto I, duca di Baviera                |  |  |       |  |  |                              |  |  |                               |  |
|                                |                                   | Margherita di Baviera         | Alberto I, duca di Baviera                |  |  |       |  |  |                              |  |  |                               |  |
|                                |                                   | Margherita di Baviera         | Margherita di Brieg                       |  |  |       |  |  |                              |  |  |                               |  |
|                                |                                   | Margherita di Baviera         |                                           |  |  |       |  |  |                              |  |  |                               |  |